# Ардебильское ханство
Ардебильское ханство (азерб. Ərdəbil xanlığı) — квази-феодальное государство на территории современного Иранского Азербайджана основанное и управлявшееся шахсевенами.

## Краткая информация
- Год создания — 1747 год
- Столица — город Ардабиль
- Крупные населённые пункты — Ардебиль, Зенджан, Мияна.
- Соседние государства — на западе — Карадагское и Сарабское ханства, на севере — Карабахское и Талышское ханства, на юге Гилянское ханство.

## География
Ардебильское ханство простиралось от реки Аракс и Мугани на севере до реки Кызылузен на юге. Ханство возникло на территории Ардебильского округа, наследственного ульке шахсевен.

## История

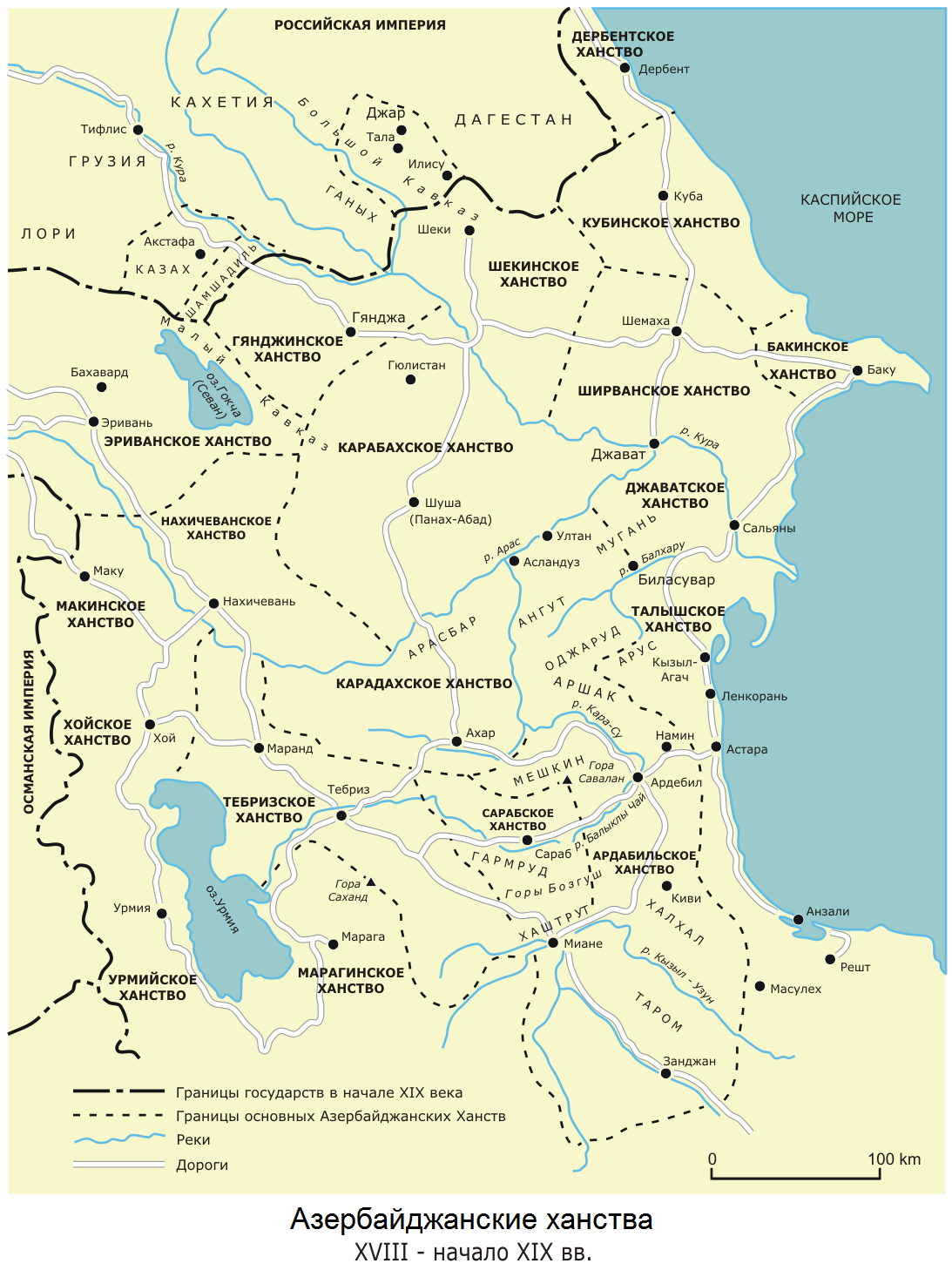
Ханства Закавказья и Иранского Азербайджана, XVIII — начало XIX вв.

Ардебильское ханство было образовано в середине XVIII века, после распада Империи Надир шаха. Центром ханства был город Ардебиль. Основал ханство и укрепил его в политическом плане Бедир хан из племени шахсевен. Ханством управляла диванхана, состоящая из феодальной знати. Магалами управляли наибы и беки, а сёлами — сельские старосты. Ханство имело 3-тысячную регулярную армию. Во время правления сына Бедир хана — Назарали хана (1747—1783) обострились отношения с правящими династиями Персии — зендами и каджарами. Но Назарали хан создал дружеские отношения с Талышским и Карабахским ханствами. После смерти Назарали хана, в 1783 году к власти пришёл его сын — Насир хан (1783—1808). Во время его правления, в 1784 году, Фатали хан губинский захватил два города ханства — Ардебиль и Мешкин. Это вызвало недовольство Российской империи, оказывавшей помощь Губинскому ханству, из-за чего Фатали хан покинул Ардебиль. В 1808 году Ардебильское ханство подчинилось Персии.

## Ардебильские ханы
- Бедир хан
- Назарали хан (1763—1792)
- Насир хан (1763—1808)